# باربرتن (واشینگتن)
باربرتن (به انگلیسی: Barberton) یک منطقهٔ مسکونی در ایالات متحده آمریکا است که در شهرستان کلارک، واشینگتن واقع شده‌است. باربرتن ۱۱٫۲ کیلومتر مربع مساحت و ۵٬۶۶۱ نفر جمعیت دارد و ۷۵ متر بالاتر از سطح دریا واقع شده‌است.